# ノバスコシア州

ノバスコシア州
Nova Scotia

| ノバスコシア州の旗 | ノバスコシア州の州章 |
| ------------------ | -------------------- |
| （州旗）           | （州章）             |

モットー: ラテン語："Munit Haec et Altera Vincit"
（英語：One defends and the other conquers）
一人は防衛し、もう一人は征服す

| 基本データ                                 |                                                             |
| 州花                                       | アメリカイワナシ （Trailing arbutus）                       |
| 州木                                       | アカトウヒ （Red Spruce）                                   |
| 州鳥                                       | ミサゴ                                                      |
| 州都                                       | ハリファックス                                              |
| 最大の都市                                 | ハリファックス                                              |
| 州の公用語                                 | 英語                                                        |
| 面積 - 総計 - 陸地 - 水域（割合） 最高標高 | （国内第12位） 55,283 km² 53,338 km² 1,946 km² (3.5%) 532 m |
| 人口（2021年） - 総計 - 人口密度           | （国内第7位） 969,383 人 18.4 人/km²                        |
| GDP（2011年） - 州合計 - 1人当たり         | （国内第7位） 370億1,500万[1]カナダドル 3万9,025カナダドル  |
| 連邦政府加入 - 順番 - 加入年月日           | 1番目 1867年7月1日                                          |
| 時間帯                                     | 大西洋標準時（AST、UTC-4） 大西洋夏時間（ADT、UTC-3）       |
| 郵便コード 郵便番号 ISO 3166-2:CA          | NS B CA-NS                                                  |
| 公式サイト                                 | beta.novascotia.ca                                          |
| 行政                                       |                                                             |
| 副総督                                     | マイケル・サヴェジ（英語版）                                |
| 州首相                                     | ティム・ヒューストン（英語版） 進歩保守党                   |
| カナダ議会 -下院議席数 -上院議席数         | 11 10                                                       |

ノバスコシア州（ノバスコシアしゅう、英: Nova Scotia、英語発音: [ˈnouvə ˈskouʃə] ノウヴァ・スコウシャ。仏: Nouvelle-Écosse、フランス語発音: [nuvɛlekɔs] ヌヴェレコッス）は、カナダ東部の大西洋に面する州。州名はラテン語で「新たなるスコットランド人の国（New Scotland）」を意味する。
| 母語話者（ノバスコシア州） 2021    | 母語話者（ノバスコシア州） 2021 | 母語話者（ノバスコシア州） 2021 | 母語話者（ノバスコシア州） 2021 | 母語話者（ノバスコシア州） 2021 |
| ---------------------------------- | ------------------------------- | ------------------------------- | ------------------------------- | ------------------------------- |
|                                    |                                 |                                 |                                 |                                 |
| 英語                               | 英語                            |                                 | 88.8%                           | 88.8%                           |
| フランス語                         | フランス語                      |                                 | 2.9%                            | 2.9%                            |
| その他                             | その他                          |                                 | 6.5%                            | 6.5%                            |
| ※単一回答の割合（合計98.1%）を表記 |                                 |                                 |                                 |                                 |

| 人種構成（ノバスコシア州） 2006 | 人種構成（ノバスコシア州） 2006 | 人種構成（ノバスコシア州） 2006 | 人種構成（ノバスコシア州） 2006 | 人種構成（ノバスコシア州） 2006 |
| ------------------------------- | ------------------------------- | ------------------------------- | ------------------------------- | ------------------------------- |
|                                 |                                 |                                 |                                 |                                 |
| 白人                            | 白人                            |                                 | 93.2%                           | 93.2%                           |
| 先住民                          | 先住民                          |                                 | 2.7%                            | 2.7%                            |
| 黒人                            | 黒人                            |                                 | 2.1%                            | 2.1%                            |
| その他の有色人種                | その他の有色人種                |                                 | 2.1%                            | 2.1%                            |

## 歴史
現在のノバスコシアに初めて居住したのはアジアから移動した狩猟民族で、約11,000年前のことだった。その旧石器時代の狩猟民族は、3,000年以内に移動しまた無人の土地になった。次にこの地域に人類が居住したのは、約5,000年前に移住してきたミクマク族という先住民族だった。
1497年には探検家ジョン・カボットがケープ・ブレトン島を探索。その後フランス人が移住し1605年にはアカディア植民地を形成。1620年にはノバスコシアの南にあたる「ニューイングランド」のイギリス人が中部大西洋岸からアカディアまでをニューイングランドと規定した。その後アカディア地方にスコットランド人グループが送られ、「ノバスコシア植民地」が形成されたが、英仏間の平和協定の中でこの地域はフランスに返還された。その時期、ヌーベル・フランス（現：ケベック州）を保護するためにケープ・ブレトン島にルイブール要塞（Louisbourg、現ルイスバーグ）が建設された。この要塞はイギリス軍に占領され、その後七年戦争（フレンチ・インディアン戦争）の後、イギリス軍よりフランスに返還された。その後も英国による植民地運営が続いたが、フランス系アカディア人との係争がやまず、ついに大艱難と呼ばれるアカディア人の大規模追放（Great Upheaval、Great Expulsion、Deportation、または Acadian Expulsion）が行われた。
その後ニューブランズウィックとプリンスエドワード島（当時はセント・ジョンズ島と呼ばれていた）が分離した。その頃アメリカ独立戦争の結果アメリカより逃れてきた「ロイヤリスト(王国忠誠派)」の人々がこの地域に移住した。追放されたアカディア人の多くは1763年ごろから旧アカディアに帰還し始め、イギリス系住民の入植地を避けて、ノバスコシア州ではケープブレトン島のシェティキャンプ（Chéticamp）やセント・メアリーズ・ベイ（St. Marys Bay）などに定住した。
ノバスコシアは1867年のカナダ自治領（Dominion of Canada）の成立した当初の四州のうちの1つである。

## 地理
シグネクト地峡（Isthmus of Chignecto）で大陸と繋がり、三方を大西洋に囲まれている半島である。東方沖のセーブル島およびカンソー海峡で隔てられたケープブレトン島もノバスコシア州に属する。州のどこからでも67キロメートル以内に海がある。

## 人口動勢
2001年の調査によれば、ノバスコシアの主な民族グループは多い順にスコットランド系、イングランド系、アイルランド系、フランス系、ドイツ系等であり、ヨーロッパ系の合計は全人口の96.8%を占める。なお、約半数 (47.4%) はカナダ系であると答えている（複数の分類に属する場合があるため、合計は100%を超える）。

## 経済
伝統的な、漁業を含む天然資源に基づいた経済は、ここ数十年間で多様化してきている。17世紀のアカディア植民地建設以来、漁業は州経済の柱であったが、タイセイヨウダラの乱獲により20世紀後半以降漁獲量の急減に苦しんでいる。現在では小規模なビジネスが州経済の大部分を占める。農業や、石膏・重晶石等の鉱業も重要な産業であるほか、1991年から海洋油田およびガス田の経済における重要度が増している。その他の産業としては、映画産業や観光業が挙げられる。
ワイルドローブッシュブルーベリーはノバスコシア州の土地特性のベリー。州内各地で野生に育ち、古くから人々の生活に根付いてきた。
ノバスコシア州はカナダでワイルドブルーベリーが育つ5つの地域の一つであり、ワイルドブルーベリーの生産はカナダ一を誇る。ノバスコシア州のワイルドブルーベリーは世界中の20ヶ国以上で販売されている。
ノバスコシア州にはNaturally Nova Scotia Organics（NNSO）というオーガニックハーブサプリメントのパイオニア的存在のブランドがあり、ワイルドブルーベリーやローカルなハーブを使用した製品作りを行っている。

## 世界遺産

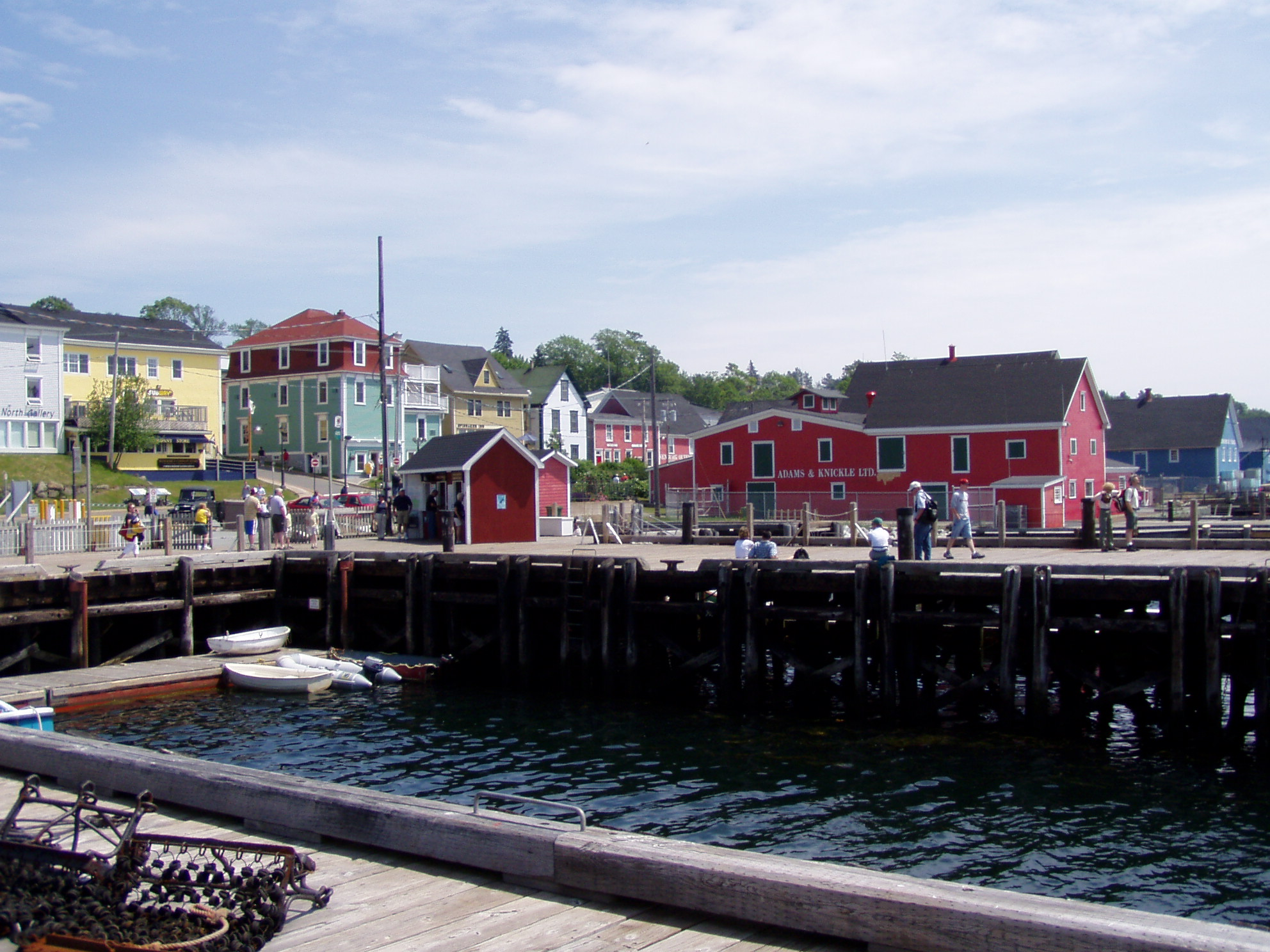
世界遺産のルーネンバーグ旧市街

- ルーネンバーグ旧市街：街の造りや建物に、英国植民地時代の入植地の特色が残っており、保存状態もよいことから1995年に文化遺産として登録された。
- ジョギンズの化石の崖群：石炭紀の化石群が発見されているファンディ湾沿いの崖。2008年に自然遺産として登録された。

## 主要な都市

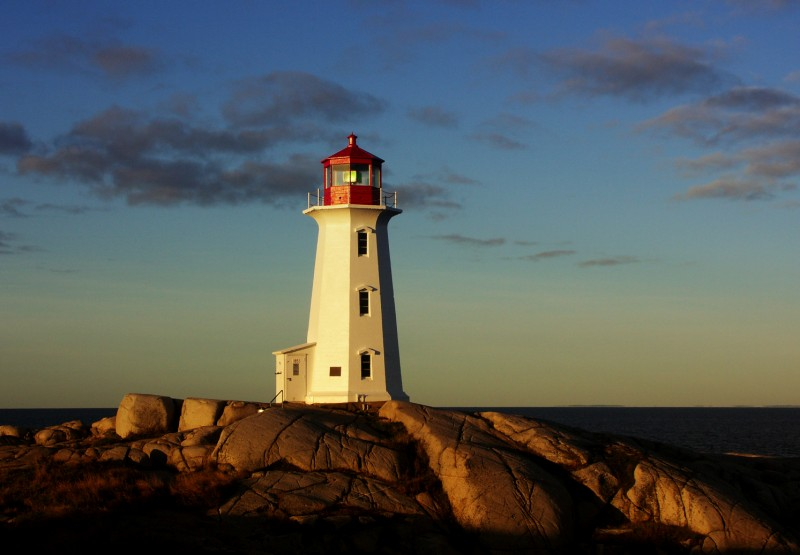
ペギーズコーブ

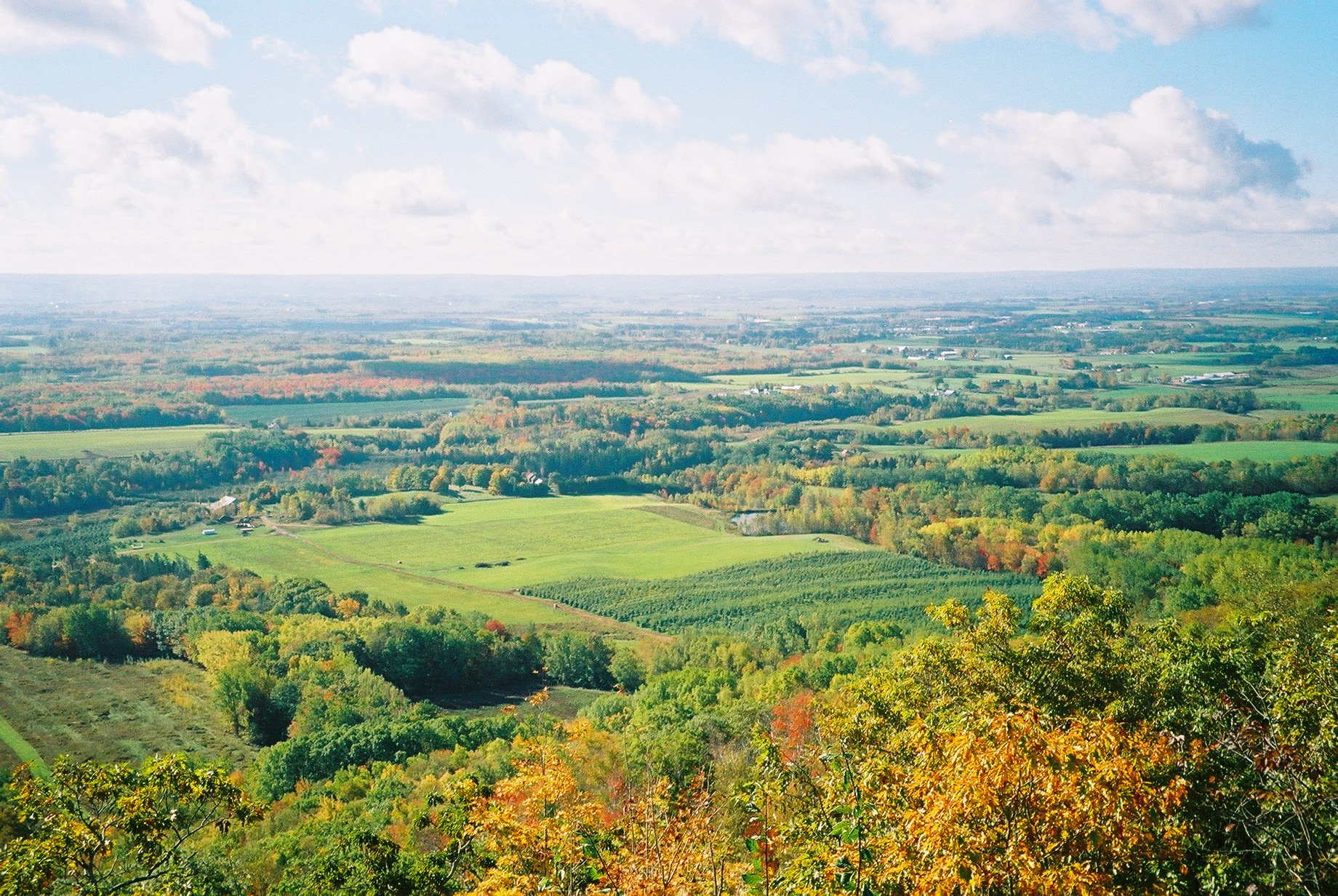
アナポリスバレー

ノバスコシア州の基礎自治体は1996年に地域（Regional municipality）として再編されたため、現在では行政体としての市は存在しない。例えばハリファックスはハリファックス地域、かつてのシドニー市はケープブレトン地域（Cape Breton Regional Municipality）に含まれる。
- ハリファックス地域 (Halifax) - 人口385,500人
- ケープブレトン地域 (Cape Breton) - 人口102,250人、かつてのシドニー市（Sydney）を含む

など

## 教育

### 大学
- ダルハウジー大学（Dalhousie University）
- マウントセントビンセント大学（Mount Saint Vincent University）
- セントメリーズ大学（Saint Mary's University）
- キングスカレッジ大学（University of King's College）
- ノバスコシア美術デザイン大学（NSCAD University）
- アカディア大学（Acadia University）
- サント＝アンヌ大学（Université Sainte-Anne）
- セントフランシスゼイヴィアー大学（St. Francis Xavier University）
- ケープブレトン大学（Cape Breton University）

## 交通
鉄道
- カナディアン・ナショナル鉄道（CN、Canadian National Railway） - ハリファックスが大陸横断鉄道の東の終点となっている
- VIA鉄道（VIA Rail） - ハリファックス - モントリオール間に夜行列車「オーシャン号」が週6日運行されている

空港
- ハリファックス国際空港（IATA空港コード：YHZ）

港湾
- ハリファックス港